# سفارة تركيا في سويسرا
سفارة تركيا في سويسرا هي أرفع تمثيل دبلوماسي لدولة تركيا لدى سويسرا. تقع السفارة في برن وهي تهدف لتعزيز المصالح التركية في سويسرا.

## وصلات خارجية
- قائمة سفارات تركيا
- قائمة السفارات في سويسرا